# Goliath (Six Flags Great America)
Pour les articles homonymes, voir Goliath.
Goliath est un parcours de montagnes russes en bois situé à Six Flags Great America à Gurnee, dans l'Illinois. Il a été conçu par Rocky Mountain Construction et a été ouvert au public le 19 juin 2014. Lors de son ouverture, ce parcours établit trois records pour les montagnes russes en bois : la longueur de chute (55 mètres), l'inclinaison de la chute (85°), et la vitesse atteinte (116 km/h).

## Galerie

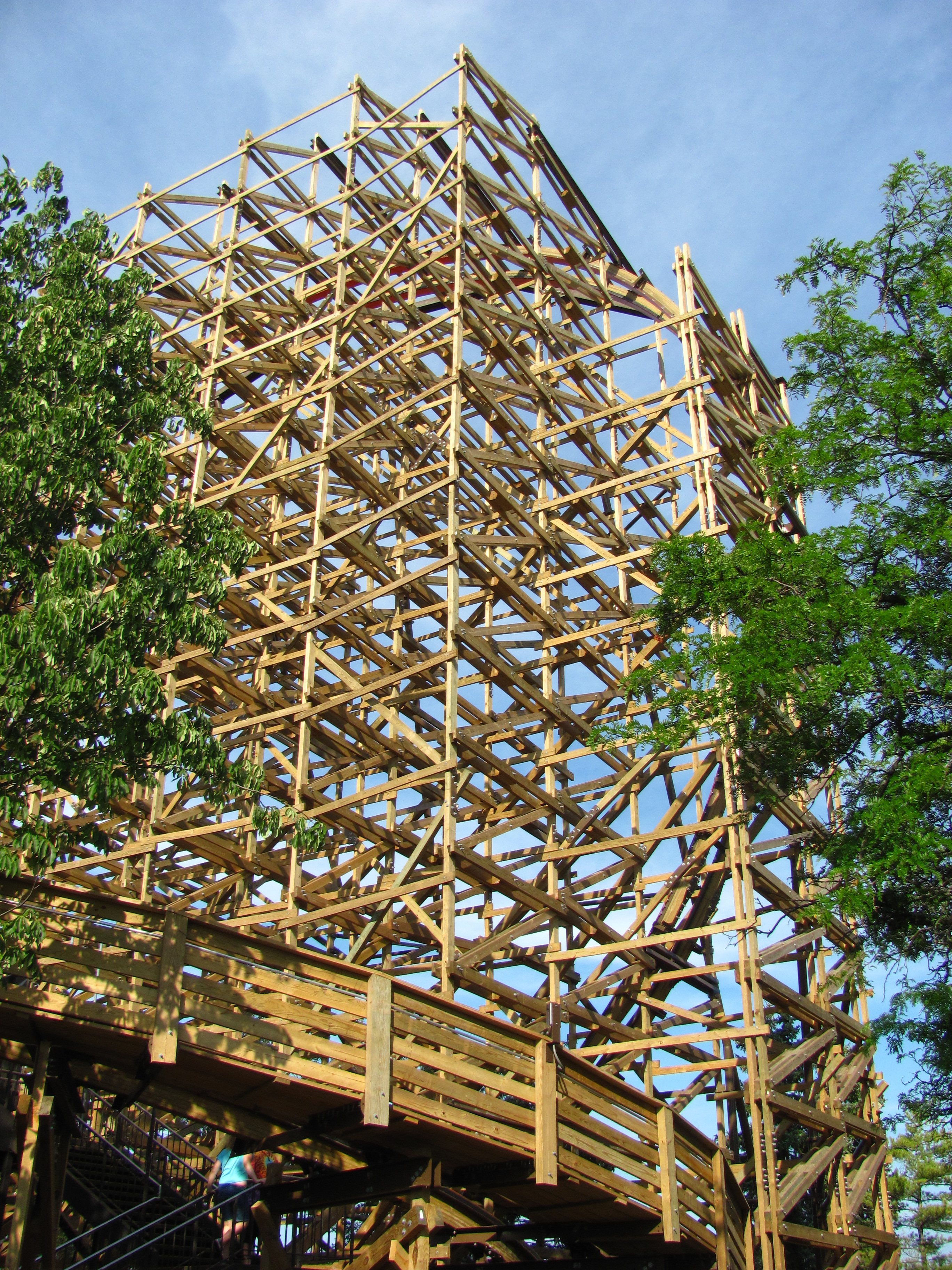
Goliath en cours de construction
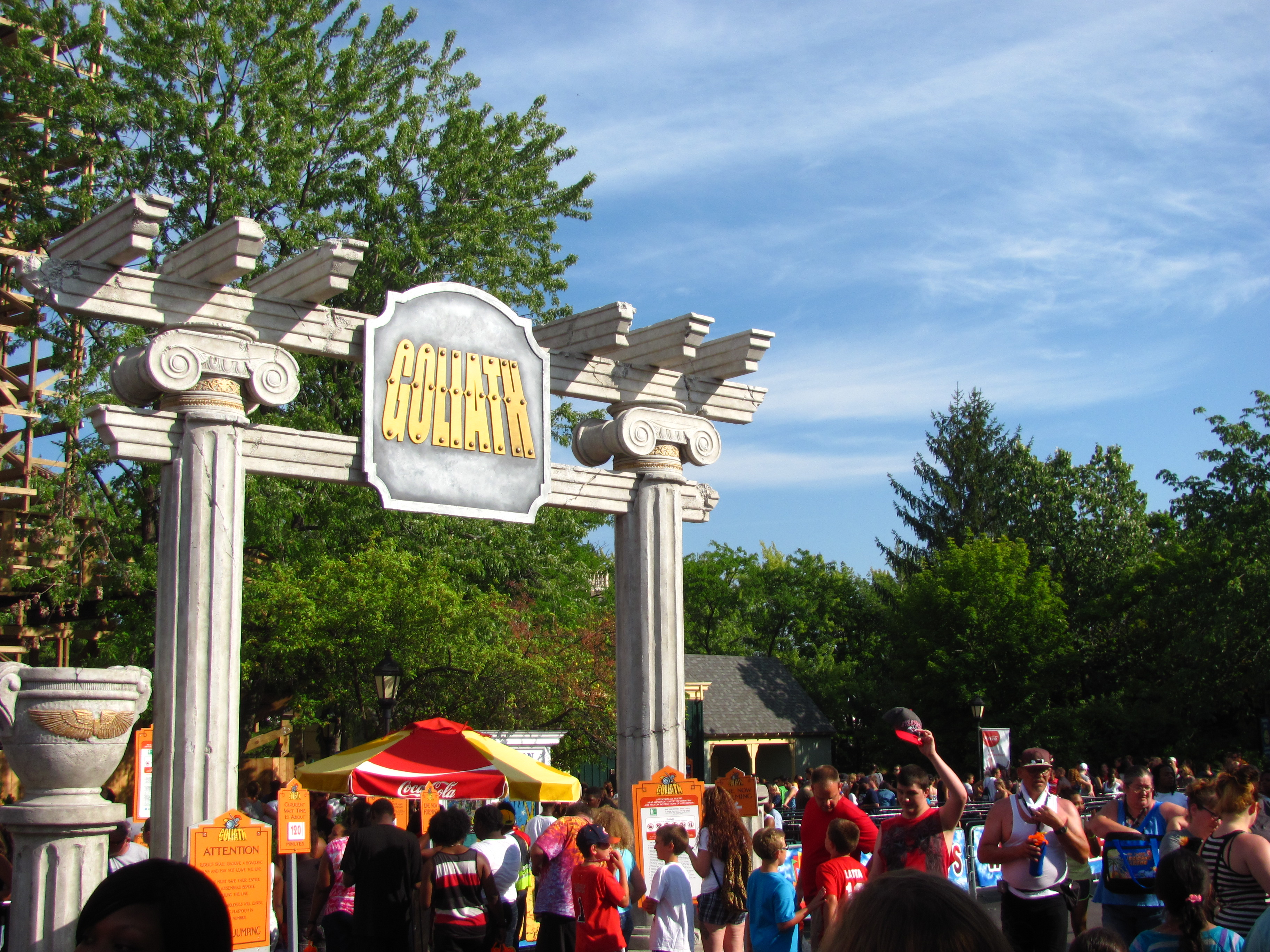
Entrée de l'attraction
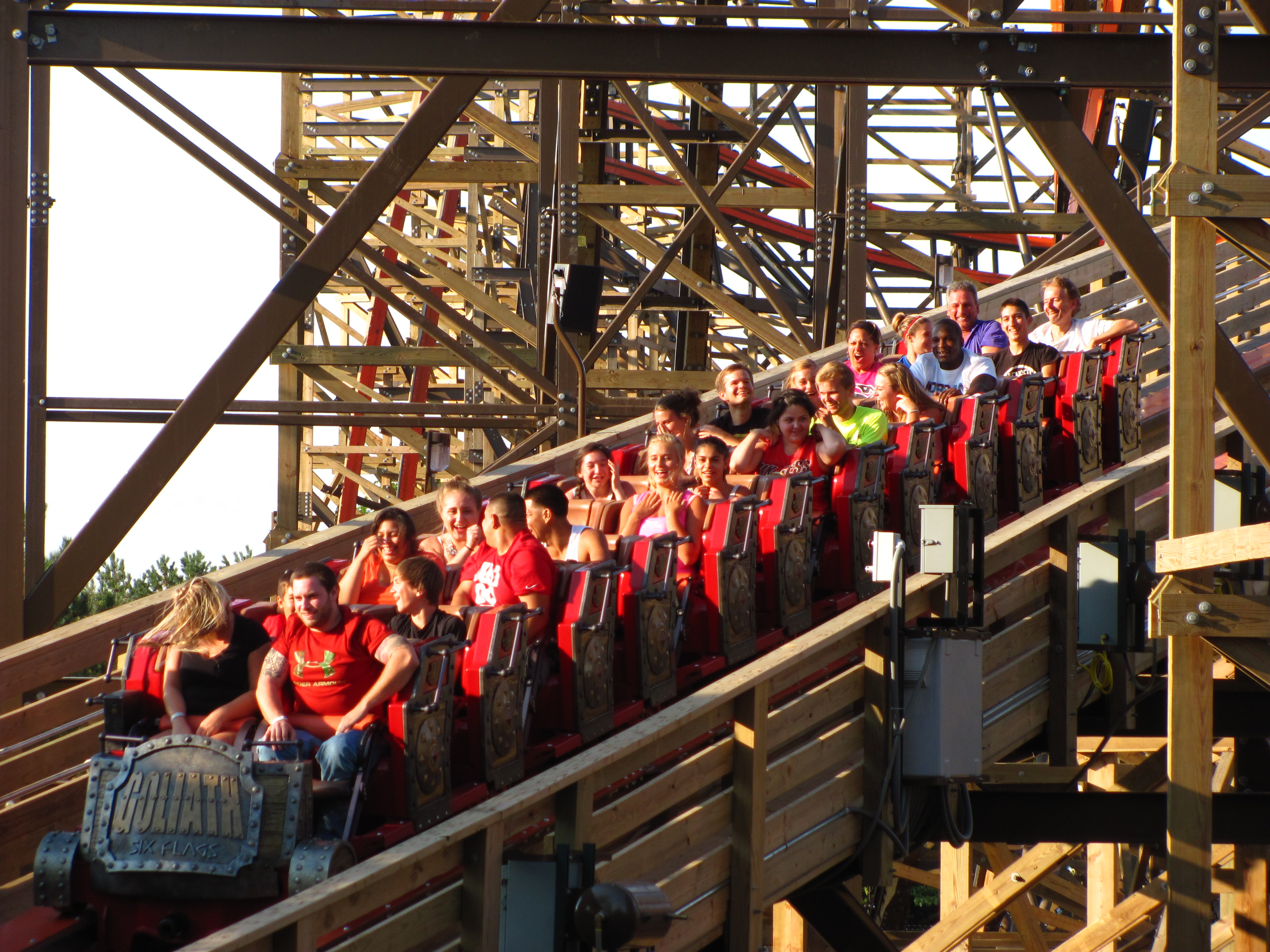
Train de Goliath
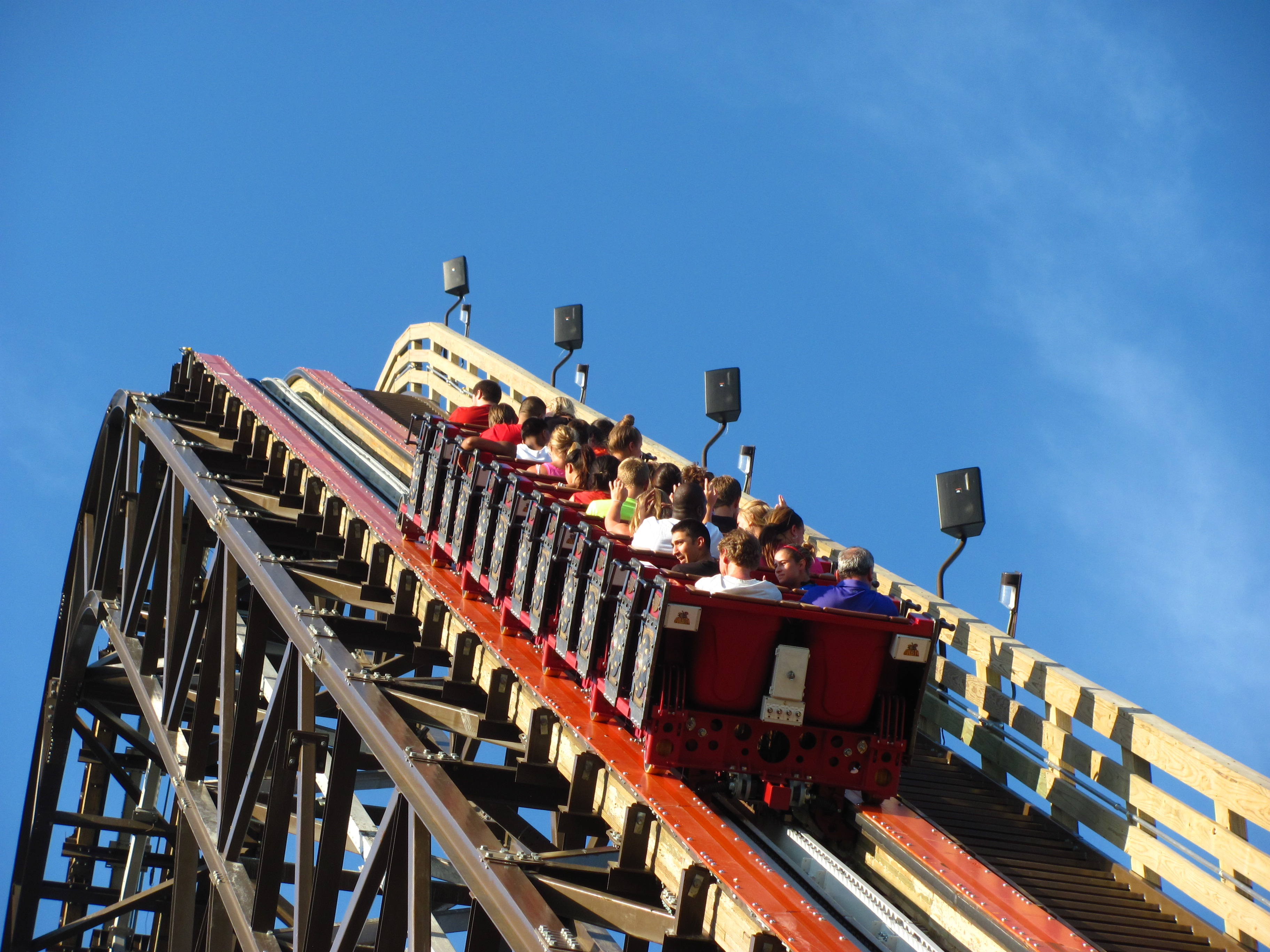
Lift de l'attraction
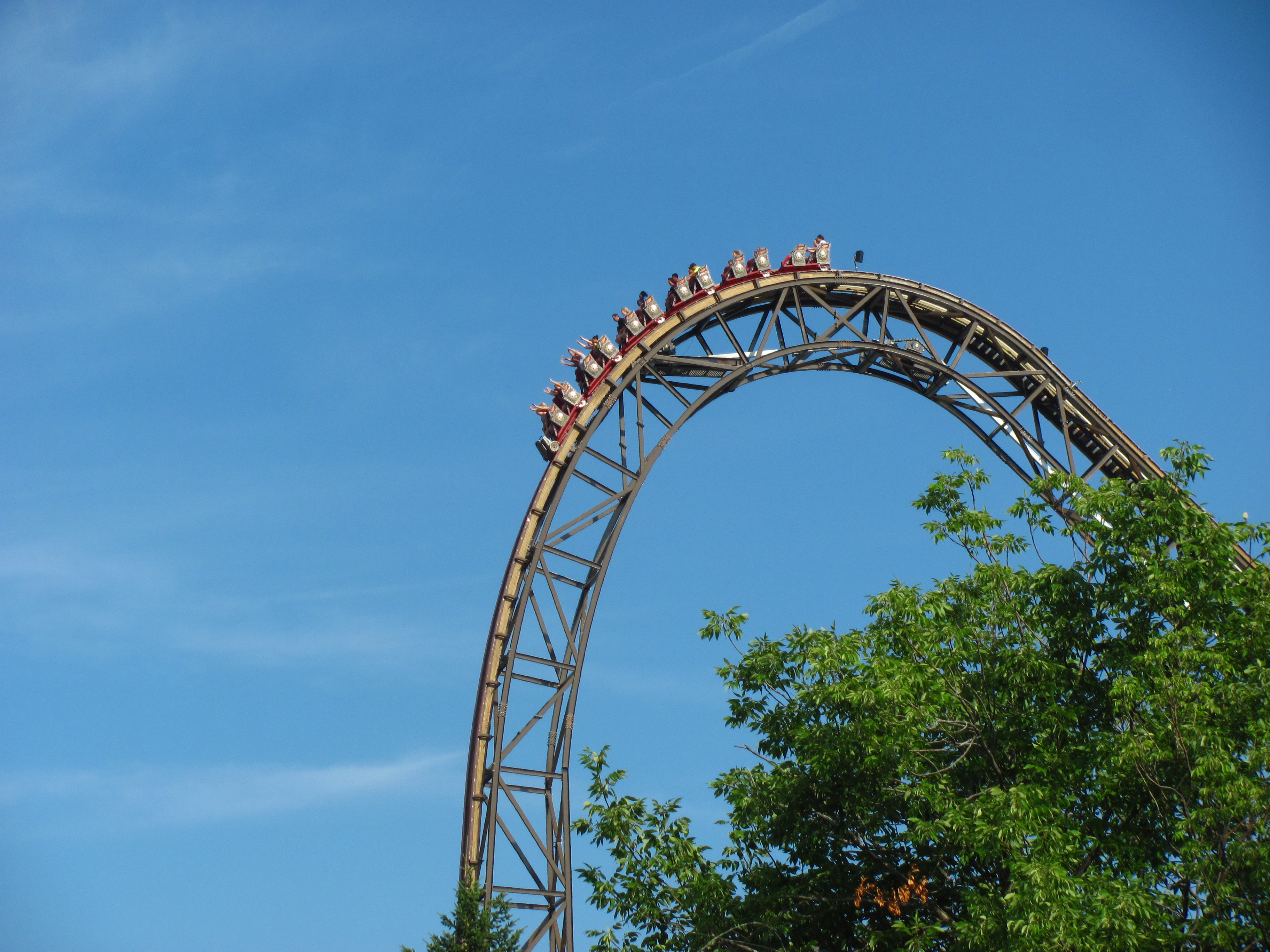
Principale chute